# Ilocos (vùng)
Vùng Ilocos là một vùng của Philippines. Vùng nằm ở phần tây bắc của đảo Luzon. Vùng giáp với Vùng Hành chính Cordillera và Thung lũng Cagayan ở phía đông, giáp với Vùng Trung Luzon ở phía nam và giáp với Biển Đông ở phía tây. Vùng Ilocos chỉ bao gồm bốn tỉnh là Ilocos Norte, Ilocos Sur, La Union và Pangasinan. Trong đó, tỉnh cực nam là Pangasinan chiếm 58% dân cư, 425 diện tích và 61% kinh tế của cả vùng .

## Địa lý
Vùng Ilocos nằm trên các đồng bằng ven biển nhỏ hẹp giữa Dãy núi Trung tâm và Biển Đông. Vùng cũng bao gồm phần phía bắc của đồng bằng Trung Luzon. Vịnh Lingayen là một địa điểm nổi tiếng trong vùng, bao gồm nhiều hòn đảo lớn nhỏ. Sông Agno là một con sông lớn của vùng.

## Nhân khẩu
Tổng dân số của vùng là 4.545.906 (2007). Người Ilocano chiếm 666% dân số toàn vùng, người Pangasinan chiếm 27%, người Tagalog chỉ chiếm 3%. Người Ilocanos không phải là những cư dân bản địa ở tỉnh Pangasinan, họ chỉ bắt đầu nhập cư vào tỉnh này từ thế kỷ XIX . Pangasinan vốn thuộc vùng Trung Luzon nhưng đã sáp nhập vào Ilocos từ năm 1972. Cư dân trong vùng chủ yếu là tín đồ Công giáo La Mã, còn lại chủ yếu theo các giáo phái Tin Lành.

## Lịch sử
Vùng Ilocos từng có người Negritos định cư trước khi họ bị đẩy lui bởi những lán sóng nhập cư liên tục của người Mã Lai thông qua đường biển. Về sau nhưng người nhập cư này phân hóa thành người Tingguian trong khu vực nội địa, người Ilocano ở phía bắc và người Pangasinense ở phía nam của vùng. Theo thống kê dân số thì có đến 1/3 cư dân trong vùng không phải là người Ilocano và việc đặt tên vùng là Ilocos đã dẫn đến hiểu lẩm là tất cả cư dân trong vùng đều là người Ilocano.
Người Tây Ban Nha xâm chiếm khu vực vào thế kỷ XVI và lập nên những hội truyền giáo Ki-tô cũng như chính quyền địa phương để kiểm soát nhân dân địa phương và cải đạo cho họ sang Thiên Chúa giáo.
Năm 1945, liên quân giữa Hoa Kỳ và Thịnh vượng chung Philippines cùng với du kích người Ilocano và người Pangasinese đã giải phóng vùng khỏi sự chiếm đóng của Nhật Bản. Trước khi thành lập Vùng Hành chính Cordillera, Vùng còn bao gồm cả các tỉnh là Abra, Mountain Province và Benguet.

## Hành chính

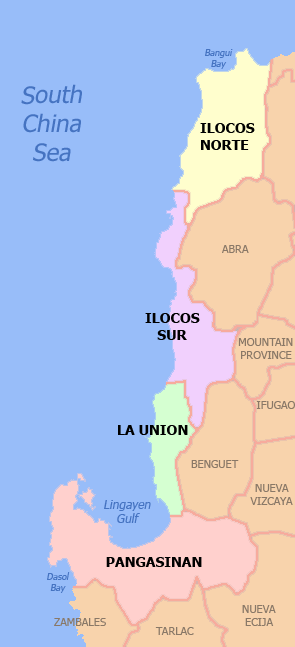
Bản đồ hành chính Vùng Ilocos

Vùng Ilocos gồm có 4 tỉnh và 9 thành phố
| Tỉnh | Tỉnh              | Thủ phủ      | Dân số (2007) | Diện tích (km²) | Mật độ (trên km²) |
| ---- | ----------------- | ------------ | ------------- | --------------- | ----------------- |
|      | Ilocos Norte      | Laoag        | 547.284       | 3.399,3         | 151,3             |
|      | Ilocos Sur        | Vigan        | 632.255       | 2.579,6         | 230,3             |
|      | La Union          | San Fernando | 720.972       | 1,493,1         | 440,7             |
|      | Pangasinan        | Lingayen     | 2.645.395     | 5.368,2         | 453,4             |
|      |                   |              |               |                 |                   |
|      | Thành phố Dagupan | —            | 149.554       | 37,23           | 3.427             |

#### Thành phố hợp thành
- Alaminos, Pangasinan
- Batac, Ilocos Norte
- Candon, Ilocos Sur
- Laoag, Ilocos Norte
- San Carlos (thành phố), Pangasinan
- San Fernando City, La Union
- Urdaneta, Pangasinan
- Vigan, Ilocos Sur

#### Thành phố độc lập
- Dagupan¹, Pangasinan

¹Dagupan là một thành phố độc lập, nằm ngoài phạm vị hành chính của tỉnh Pangasinan.